# V1331 Cygni
 (juillet 2015).
Si vous disposez d'ouvrages ou d'articles de référence ou si vous connaissez des sites web de qualité traitant du thème abordé ici, merci de compléter l'article en donnant les références utiles à sa vérifiabilité et en les liant à la section « Notes et références ».
Désignations
V1331 Cygni est une étoile variable située dans la constellation du Cygne. Il s'agit d'une jeune étoile en cours de formation éjectant une partie de sa matière.

## Description
V1331 Cyg est une étoile variable reprise sous ce nom dans le catalogue général d'étoiles variables (GCVS), elle figure également comme objet Herbig-Haro. Sa variabilité serait de 11,00 à 13,00 en magnitude visuelle et sa période reste à déterminer. Son spectre est F0/F4-G5 et n'a pas encore rejoint la séquence principale. 
Peu d'éléments sont disponibles dans la littérature scientifique (). La particularité de cette étoile est cet anneau bien visible en photographie autour de l'étoile. Nous assistons là à l'éclosion en direct d'une étoile qui sort de son cocon originel, sa jeunesse est indiquée par sa position hors de la séquence principale. 
Le vent stellaire très important qu'elle crée éclaire et repousse les particules gazeuses dans l'espace en créant un anneau autour de l'étoile.
Notre position spatiale fait que nous observons l'un des pôles de l'étoile, ce qui permet de bien détailler l'anneau planétaire, le télescope Hubble montre de belles images évidemment détaillées.